# Grégory Doucet

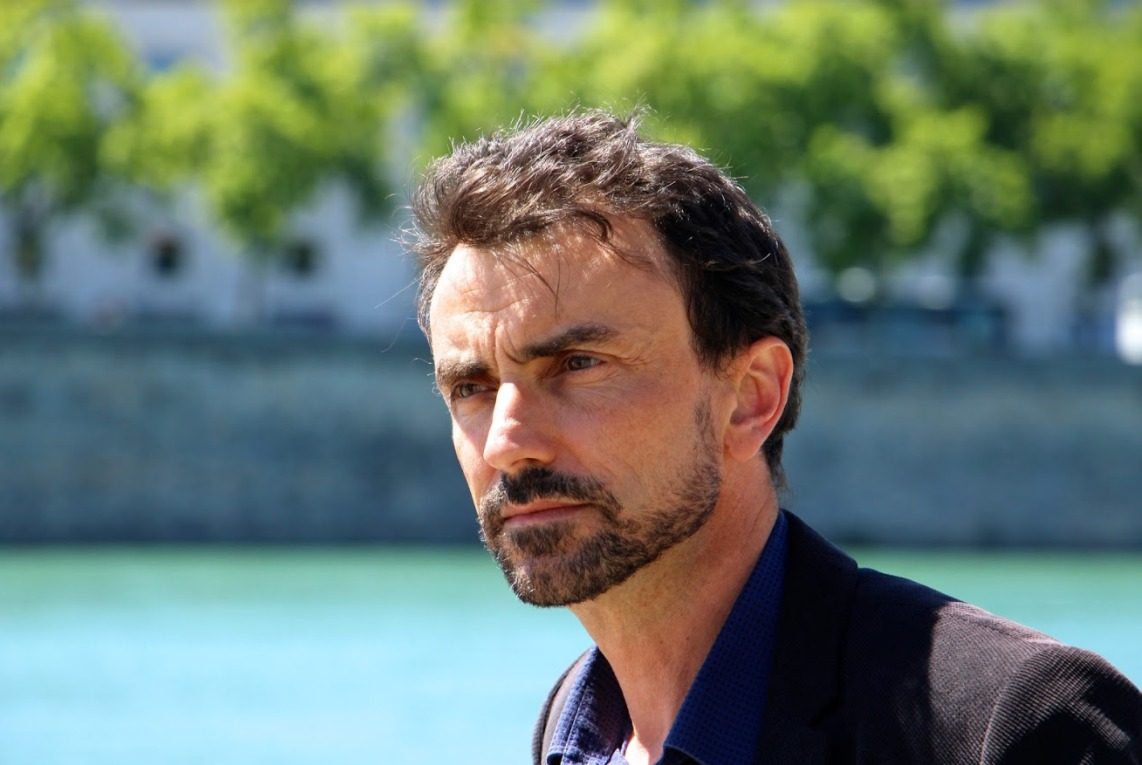
Grégory Doucet, 2021

Grégory Doucet (* 22. August 1973 in Paris) ist ein französischer Politiker und Mitglied von Europe Écologie-Les Verts. Seit 2020 ist er Bürgermeister von Lyon.

## Leben
Grégory Doucet wuchs als Sohn eines Managers in der Ölindustrie und einer Banksekretärin im Pariser Vorort Les Ulis (Département Essonne) auf. Er studierte an der Wirtschaftshochschule École supérieure de commerce de Rouen (Vorläuferin der NEOMA Business School). Nach seinem Abschluss arbeitete er bei Menschenrechts- und Humanitären Hilfsorganisationen: Zunächst für Planète Enfants & Développement, für die er jeweils mehrere Jahre in den Philippinen und in Nepal im Einsatz war. Er zog 2009 nach Lyon und arbeitete für die Nichtregierungsorganisation Handicap International als Direktor der Einsätze in Westafrika.

## Politik
Doucet trat 2007 der grünen Partei Les Verts bei, die 2010 in Europe Écologie-Les Verts (EELV) aufging. Er war bei der Kommunalwahl 2014 (erfolgloser) Kandidat der Grünen für das Amt des Bürgermeisters des 8. Arrondissements von Lyon. Von 2017 bis 2019 war er Vorsitzender der EELV in Lyon. Bei der Europawahl in Frankreich 2019 kandidierte er auf dem aussichtslosen 27. Platz der EELV-Liste. Gleichzeitig war er einer der Organisatoren der „Klimaspaziergänge“ von Lyon.
EELV nominierte Doucet als Spitzenkandidaten für die Kommunalwahlen 2020 in Lyon. Seine Liste Maintenant Lyon pour tous („Jetzt Lyon für alle“) kam im ersten Wahlgang mit 28,5 % auf den ersten Platz. Für den zweiten Wahlgang verbanden Parti socialiste und La France insoumise ihre Listen mit der der Grünen und unterstützten so ebenfalls Doucet. Er setzte sich schließlich mit 52,4 % der Stimmen gegen den ehemaligen Turner Yann Cucherat und Georges Képénékian (beide LREM) durch. Nach der Bestätigung durch den Stadtrat wurde Doucet am 4. Juli 2020 in das Bürgeramt eingeführt.